# Cyprinella rutila

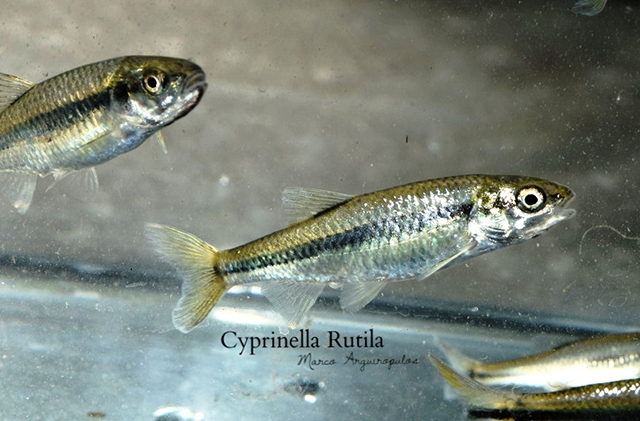
Brillant vermell mexicà

Cyprinella rutila és una espècie de peix cipriniforme de la família dels ciprínids que es troba a Mèxic.